# Erwin Mueller
Erwin L. Mueller (ur. 12 marca 1944, zm. 7 czerwca 2018) – amerykański koszykarz, występujący na pozycjach skrzydłowego oraz środkowego w ligach NBA oraz ABA.

## Osiągnięcia
NCAA
- Uczestnik rozgrywek Elite Eight turnieju NCAA (1964, 1965)
- Mistrz sezonu zasadniczego konferencji West Coast (WCC – 1964, 1965)
- Zaliczony do składów: 
  - All-Coast
  - All Conference
  - All-America
- Wybrany do Galerii Sław Sportu uniwersytetu San Francisco (1980)[2]

NBA
- Finalista NBA (1968)[3]
- Wybrany do składu najlepszych debiutantów NBA (1967)[4]